# Carlos Pachamé
Carlos Oscar Pachamé (* 25. února 1944, Fortín Olavarría,
Rivadavia Partido) je bývalý argentinský fotbalista a trenér, který hrál jako záložník.
Hrál za argentinské kluby: Estudiantes de La Plata a Boca Juniors. Hrál také za Quilmes, Lanús, Independiente Medellín a Rochester Lancers.
10× nastoupil za Argentinu.
Po skončení kariéry se stal trenérem a nyní trénuje mládež Estudiantes. Trénoval také Argentinu U20.
Několikrát vyhrál Copa Libertadores a jednou Copa Intercontinental. Hrál spolu s Carlosem Bilardem a Eduardem Floresem.

## Úspěchy

### Estudiantes de La Plata
Primera División (Argentina): Metropolitano 1967
Copa Libertadores: 1968, 1969, 1970
Copa Intercontinental: 1968
Copa Interamericana: 1969